# Crosslauf-Europameisterschaften 2012
Die 19. Crosslauf-Europameisterschaften der EAA fanden am 9. Dezember 2012 in Szentendre (Ungarn) statt.
Der Kurs in der 20 km nordwestlich von Budapest gelegenen Kleinstadt befand sich auf dem Gelände des Bauernhofmuseums Skanzen und bestand aus einer kleinen Schleife von 550 m (die für die Anfangsrunde auf 505 m verkürzt wurde) und einer großen Schleife von 1470 m.  Die Männer bewältigten sechs große und zwei kleine Runden (9,88 km), die Frauen und U23-Männer vier große und vier kleine Runden (8,05 km), die U23-Frauen und die Junioren drei große und drei kleine Runden (6,025 km) und die Juniorinnen zwei große und zwei kleine Runden (4 km).

## Ergebnisse

### Männer

#### Einzelwertung
| Platz | Athlet              | Land | Zeit (min) |
| ----- | ------------------- | ---- | ---------- |
| 1     | Andrea Lalli        | ITA  | 30:01      |
| 2     | Sidi-Hassan Chahdi  | FRA  | 30:11      |
| 3     | Daniele Meucci      | ITA  | 30:13      |
| 4     | Tom Farrell         | GBR  | 30:14      |
| 5     | Carles Castillejo   | ESP  | 30:14      |
| 6     | Ayad Lamdassem      | ESP  | 30:14      |
| 7     | Polat Kemboi Arıkan | TUR  | 30:21      |
| 8     | Javier Guerra       | ESP  | 30:22      |

Von 92 gestarteten Athleten erreichten 84 das Ziel.
Teilnehmer aus deutschsprachigen Ländern:
- 24: Christoph Ryffel (SUI), 30:56
- 46: Adrian Lehmann (SUI), 31:31
- 56: Christian Steinhammer (AUT), 31:38
- 69: Simon Lechleitner (AUT), 32:34
- 71: Marcel Berni (SUI), 33:02
- 75: Markus Sostaric (AUT), 33:21
- 77: Christoph Sander (AUT), 34:06

#### Teamwertung
| Platz | Land und Athleten                                                              | Gesamtpunktzahl und Einzelplatzierung |
| ----- | ------------------------------------------------------------------------------ | ------------------------------------- |
| 1     | Spanien Carles Castillejo Ayad Lamdassem Javier Guerra Juan Carlos Higuero     | 35 05 06 08 16                        |
| 2     | Vereinigtes Königreich Tom Farrell Steven Vernon Jonathan Taylor Andrew Vernon | 38 04 10 11 13                        |
| 3     | Italien Andrea Lalli Daniele Meucci Gabriele De Nard Patrick Nasti             | 63 01 03 18 41                        |

Insgesamt wurden 13 Teams gewertet. Die österreichische Mannschaft kam mit 262 Punkten auf den 13. Platz.

### Frauen

#### Einzelwertung
| Platz | Athletin          | Land | Zeit (min) |
| ----- | ----------------- | ---- | ---------- |
| 1     | Fionnuala Britton | IRL  | 27:45      |
| 2     | Ana Dulce Félix   | POR  | 27:47      |
| 3     | Adrienne Herzog   | NED  | 27:48      |
| 4     | Almensh Belete    | BEL  | 27:54      |
| 5     | Laurane Picoche   | FRA  | 27:55      |
| 6     | Sophie Duarte     | FRA  | 27:55      |
| 7     | Nadia Ejjafini    | ITA  | 27:59      |
| 8     | Linda Byrne       | IRL  | 28:17      |

Alle 54 gestarteten Athletinnen erreichten das Ziel.
Teilnehmerinnen aus deutschsprachigen Ländern und Regionen:
- 29: Silvia Weissteiner (ITA), 29:05
- 35: Christiane Danner (GER), 29:18

#### Teamwertung
| Platz | Land und Athletinnen                                                       | Gesamtpunktzahl und Einzelplatzierung |
| ----- | -------------------------------------------------------------------------- | ------------------------------------- |
| 1     | Irland Fionnuala Britton Linda Byrne Ava Hutchinson Lizzie Lee             | 52 01 08 20 23                        |
| 2     | Frankreich Laurane Picoche Sophie Duarte Christine Bardelle Magali Bernard | 52 05 06 13 28                        |
| 3     | Vereinigtes Königreich Louise Damen Caryl Jones Rosie Smith Eleanor Baker  | 60 11 15 16 18                        |

Insgesamt wurden sieben Teams gewertet. 

### U23-Männer

#### Einzelwertung
| Platz | Athlet              | Land | Zeit (min) |
| ----- | ------------------- | ---- | ---------- |
| 1     | Henrik Ingebrigtsen | NOR  | 24:30      |
| 2     | Soufiane Bouchikhi  | BEL  | 24:40      |
| 3     | James Wilkinson     | GBR  | 24:43      |

Von 99 gestarteten Athleten erreichten 94 das Ziel.
Teilnehmer aus deutschsprachigen Ländern:
- 18: Fabian Clarkson (GER), 25:13
- 36: Karsten Meier (GER), 25:38
- 37: Michael Schramm (GER), 25:38
- 42: Tom Gröschel (GER), 25:49
- 48: Nico Sonnenberg (GER), 25:56
- 50: Timo Göhler (GER), 26:02
- 56: Janik Niederhäuser (SUI), 26:12
- 71: Severin Sagar (SUI), 26:39

#### Teamwertung
| Platz | Land und Athleten                                                                  | Gesamtpunktzahl und Einzelplatzierung |
| ----- | ---------------------------------------------------------------------------------- | ------------------------------------- |
| 1     | Frankreich Romain Collenot-Spriet Simon Denissel Michael Gras Matthieu Lonjou      | 50 05 10 15 20                        |
| 2     | Spanien Antonio Abadía Abdelaziz Merzougui Roberto Alaiz Aitor Fernández           | 59 06 07 17 29                        |
| 3     | Vereinigtes Königreich James Wilkinson Andrew Heyes Simon Horsfield Dewi Griffiths | 80 03 16 23                           |

Insgesamt wurden 15 Teams gewertet. Die deutsche Mannschaft kam mit 133 Punkten auf den achten Platz.

### U23-Frauen

#### Einzelwertung
| Platz | Athletin          | Land | Zeit (min) |
| ----- | ----------------- | ---- | ---------- |
| 1     | Jessica Coulson   | GBR  | 20:40      |
| 2     | Ljudmila Lebedewa | RUS  | 20:49      |
| 3     | Clémence Calvin   | FRA  | 20:52      |

Alle 63 gestarteten Athletinnen erreichten das Ziel.
Teilnehmerinnen aus deutschsprachigen Ländern:
- 6: Corinna Harrer (GER), 21:04
- 14: Fabienne Schlumpf (SUI), 21:32
- 16: Jana Sussmann (GER), 21:42
- 29: Priska Auf der Maur (SUI), 22:10
- 30: Melanie Stemper (GER), 22:12
- 32: Lisa Jäsert (GER), 22:19
- 34: Domenika Weiß (GER), 22:22
- 43: Jannika John (GER), 22:46
- 50: Lisa-Maria Leutner (AUT), 23:05

#### Teamwertung
| Platz | Land und Athletinnen                                                                            | Gesamtpunktzahl und Einzelplatzierung |
| ----- | ----------------------------------------------------------------------------------------------- | ------------------------------------- |
| 1     | Russland Ljudmila Lebedewa Gulschat Faslitdinowa Jekaterina Matjunina Jelena Sedowa             | 27 02 04 08                           |
| 2     | Vereinigtes Königreich Jessica Coulson Lauren Howarth Hannah Walker Lillian Partridge           | 33 01 5 12 15                         |
| 3     | Deutschland Corinna Harrer Jana Sussmann Melanie Stemper Lisa Jäsert Domenika Weiß Jannika John | 84 06 16 30 32 (34) (43)              |

Insgesamt wurden neun Teams gewertet.

### Junioren

#### Einzelwertung
| Platz | Athlet          | Land | Zeit (min) |
| ----- | --------------- | ---- | ---------- |
| 1     | Szymon Kulka    | POL  | 18:43      |
| 2     | Mitko Zenow     | BUL  | 18:47      |
| 3     | Kieran Clements | GBR  | 18:57      |

Von 116 gestarteten Athleten erreichten 114 das Ziel.
Teilnehmer aus deutschsprachigen Ländern:
- 12: Johannes Motschmann (GER), 19:10
- 47: Pascal Ungersboeck (SUI), 19:47
- 48: Nico Matysik (GER), 19:47
- 49: Florian Lussy (SUI), 19:47
- 50: Moritz Steininger (GER), 19:49
- 55: Philipp Reinhardt (GER), 19:52
- 57: Tilmann Petersen (GER), 19:54
- 59: Kilian Schreiner (GER), 19:54
- 66: Andriu Deplazes (SUI), 19:59
- 69: Jonas Raess (SUI), 20:02
- 77: Stephan Listabarth (AUT), 20:18

#### Teamwertung
| Platz | Land und Athleten                                                                       | Gesamtpunktzahl und Einzelplatzierung |
| ----- | --------------------------------------------------------------------------------------- | ------------------------------------- |
| 1     | Russland Wiktor Bacharew Michail Strelkow Nikita Wyssozki Rudolf Petruchin              | 50 10 11 14 15                        |
| 2     | Frankreich Djilali Bedrani Alexandre Saddedine Emmanuel Roudolff-Lévisse Hamza Habjaoui | 51 05 07 19 20                        |
| 3     | Vereinigtes Königreich Kieran Clements Charlie Grice Ian Bailey Charlie Hulson          | 54 03 09 18 24                        |

Insgesamt wurden 21 Teams gewertet. Die deutsche Mannschaft kam mit 165 Punkten auf den siebten, die Schweizer Mannschaft mit 231 Punkten auf den zwölften Platz.

### Juniorinnen

#### Einzelwertung
| Platz | Athletin       | Land | Zeit (min) |
| ----- | -------------- | ---- | ---------- |
| 1     | Amela Terzić   | SRB  | 13:29      |
| 2     | Emelia Gorecka | GBR  | 13:37      |
| 3     | Maya Rehberg   | GER  | 13:43      |

Von 94 gestarteten Athletinnen erreichten 93 das Ziel.
Weitere Teilnehmerinnen aus deutschsprachigen Ländern:
- 17: Anna Gehring (GER), 14:14
- 42: Caterina Granz (GER), 14:52
- 44: Johanna Schulz (GER), 14:54
- 50: Lea Laib (SUI), 15:01
- 58: Lisa Ziegler (GER), 15:12
- 61: Laura Clart (GER), 15:17

#### Teamwertung
| Platz | Land und Athletinnen                                                              | Gesamtpunktzahl und Einzelplatzierung |
| ----- | --------------------------------------------------------------------------------- | ------------------------------------- |
| 1     | Vereinigtes Königreich Emelia Gorecka Annabel Mason Jennifer Walsh Jessica Judd   | 028 02 05 08 13                       |
| 2     | Deutschland Maya Rehberg Anna Gehring Caterina Granz Johanna Schulz               | 106 03 017 042 044                    |
| 3     | Russland Jewdokija Bukina Luisa Litwinowa Sulfira Faslitdinowa Aljona Shuchtujewa | 111 010 011 021 069                   |

Insgesamt wurden 15 Teams gewertet.